# Zgrada stare škole u Lijevom Dubrovčaku
Zgrada stare škole, građevina u mjestu Lijevi Dubrovčak, općini Ivanić-Grad.

## Opis
Zgrada stare škole nalazi se u središtu naselja Lijevi Dubrovčak, nedaleko od Vatrogasnog doma, Župne crkve sv. Nikole i mjesnog groblja te riječne skele koja povezuje Lijevi i Desni Dubrovčak. Škola je osnovana 1852. godine, a zidana dvorazredna zgrada s dva učiteljska stana sagrađena je 1904. godine. To je jednokatna slobodnostojeća građevina tlocrtno u obliku slova T koja svojim oblikovanjem eksterijera očituje historicističke stilske karakteristike. Sagrađena je od opeke sa završnom obradom pročelja od glatke žbuke. Četverostrešno krovište ima pokrov od biber crijepa. Zgrada stare škole u Lijevom Dubrovčaku sačuvala je svoju izvornu konstrukciju, arhitektonske elemente i stilske detalje zbog čega ima kulturno-povijesnu, arhitektonsku i ambijentalnu vrijednost. Primjer je tipske dvorazredne škole s učiteljskim stanovima kakve su se u drugoj polovici 19. i početkom 20. stoljeća gradile u manjim mjestima sjeverozapadne Hrvatske.

## Zaštita
Pod oznakom Z-7364 zaveden je kao nepokretno kulturno dobro - pojedinačno, pravna statusa zaštićena kulturnog dobra.